# راسيل براون (كاتب غير روائي)
راسيل براون (بالإنجليزية: Russell Brown)‏ هو مدرس أسترالي، ولد في 1945.